# Hẹn hò chốn công sở
Hẹn hò chốn công sở (tiếng Anh: Business Proposal; tiếng Hàn: 사내 맞선; Romaja: Sanae Matseon; dịch nghĩa đen: "The Office Blind Date") là bộ phim truyền hình hài kịch lãng mạn của Hàn Quốc dựa trên webtoon cùng tên do HaeHwa viết kịch bản và Narak minh họa. Được đạo diễn bởi Park Seon-ho và viết kịch bản bởi Han Seol-hee và Hong Bo-hee, phim có sự tham gia của Ahn Hyo-seop, Kim Se-jeong, Kim Min-kyu, và Seol In-ah. Phim kể về câu chuyện của Shin Ha-ri, một nhân viên chấp nhận đi xem mắt thay cho bạn của mình, nhưng phát hiện ra rằng người hẹn hò thực sự là sếp của cô. Bộ phim được phát sóng trong 12 tập trên SBS TV vào thứ Hai và thứ Ba hàng tuần lúc 22:00 (KST) từ ngày 28 tháng 2 đến ngày 5 tháng 4, 2022. Đồng thời phim cũng được phát trực tuyến trên nền tảng Netflix ở một số khu vực.

## Nội dung
Shin Ha-ri (Kim Se-jeong) đi xem mắt thay bạn của cô, Jin Young-seo (Seol In-ah). Đó là cuộc gặp được bố của Young-seo sắp xếp. Young-seo không muốn đi xem mắt và yêu cầu Ha-ri đi thay mặt cô bằng cách sử dụng danh tính của cô với mục đích 'bị từ chối' bởi người đối tác tiềm năng kia. Tuy nhiên, kế hoạch trở nên thất bại khi đối tác tiềm năng hóa ra là Kang Tae-moo (Ahn Hyo-seop), giám đốc điều hành công ty của Ha-ri. Tae-moo sau đó quyết định kết hôn với người bạn hẹn hò của mình mà không biết cô ấy là Jin Young-seo giả. Tuy nhiên, danh tính giả sau đó được phơi bày sau khi Jin Young-seo thật gặp sự cố đỗ xe với Cha Sung-hoon (Kim Min-kyu), thư ký của Tae-moo, người đang chở Tae-moo vào thời điểm đó. Sau khi danh tính giả bị bại lộ, Tae-moo yêu cầu Young-seo gọi cho Ha-ri để gặp anh ngay lập tức và hỏi tên thật của cô. Ha-ri không muốn cho sếp của mình biết rằng cô ấy là Shin Ha-ri và cũng là nhân viên của anh ấy, vì vậy đã nghĩ ra một danh tính giả 'không hợp ngữ cảnh' được gọi là Shin Geum-hui mà cô ấy sử dụng khi hẹn hò giả và khi gặp mặt ông của Tae-moo. Nhưng sau đó, danh tính của Ha-ri vẫn bị bại lộ, Tae-moo vì tức giận do cảm thấy bị lừa nên đã hành Ha-ri lên bờ xuống ruộng, khi Ha-ri nhận lỗi trong lúc say cũng là lúc Tae-moo cảm thấy mình có tình cảm với người trước mặt mất rồi.

## Diễn viên

### Diễn viên chính
- Ahn Hyo-seop vai Kang Tae-moo[2]

Một chaebol đời thứ ba vừa đẹp trai, vừa nhiều tiền, anh cũng là giám đốc điều hành mới của công ty Ha-ri. Sau khi tốt nghiệp Đại học Harvard, anh đầu quân cho công ty GO Food của ông nội, làm việc tại chi nhánh ở nước ngoài, mới trở về Hàn Quốc.
- Kim Se-jeong vai Shin Ha-ri[2]

Nhà nghiên cứu tại Nhóm Phát triển Thực phẩm của GO Food 1, tính cách hiền lành và rất thân thiện với mọi người. Cô giả danh đi xem mắt giúp bạn thân của cô, Yeong-seo sau khi cô ấy yêu cầu.
- Kim Min-kyu vai Cha Sung-hoon[3]

Thư ký của Tae-moo, chánh văn phòng của GO Food. Anh lớn lên trong trại trẻ mồ côi do GO Food Group tài trợ. Với sự hỗ trợ của Chủ tịch Kang Da-goo, anh lớn lên sống như một người anh em với Tae-moo. Anh yêu Jin Young-seo – con gái của chủ tịch tập đoàn Marine.
- Seol In-ah vai Jin Young-seo[4]

Trưởng nhóm Marketing của Marine Beauty và là con gái duy nhất của Chủ tịch tập đoàn Marine. Bạn thân của Ha-ri, người đã đề nghị Ha-ri thay thế cô ấy trong buổi xem mắt với Tae-moo. Young-seo không muốn một cuộc hôn nhân sắp đặt và đã chờ đợi tình yêu định mệnh của mình. Cô ấy yêu Sung-hoon ngay từ lần gặp đầu tiên.

### Diễn viên phụ

#### Những người xung quanh Tae-moo
- Lee Deok-hwa vai Chủ tịch Kang[5]

Ông của Kang Tae-moo, người sáng lập Tập đoàn Geumhwa (công ty mẹ của GO Food).

#### Những người xung quanh Ha-ri
- Choi Byung-chan vai Shin Ha-min[6]

Em trai của Ha-ri, người có cảm tình với Young-seo.
- Jung Young-joo vai Han Mi-mo.[7]

Mẹ của Ha-ri và Ha-min.
- Kim Kwang-kyu vai Shin Joong-hae[8]

Cha của Ha-ri và Ha-min.
- Song Won-suk vai Lee Min-woo[9]

Một đầu bếp, bạn cùng lớp của Ha-ri trong trường đại học và là mối tình đơn phương của cô trong bảy năm.
- Bae Woo-hee vai Koh Yu-ra[10]

Bạn của Ha-ri, bạn gái Lee Min-woo, một food stylist, luôn ganh tị và ghen ghét với Ha-ri, không hề có tình cảm gì với Min-woo hẹn hò với anh chỉ vì muốn chọc tức Ha-ri.

#### Nhân viên thực phẩm GO
- Kim Hyun-sook vai Yeo Eui-ju[11]

Quản lý Nhóm Phát triển Thực phẩm 1. Một người phụ nữ tài năng trong sự nghiệp với một tính cách quyến rũ và mạnh mẽ.
- Lim Ki-hong vai Gye-bin[12]

Phó phòng Phát triển Thực phẩm 1.
- Yoon Sang-jung vai Hye-ji[13]

Nhân viên của Nhóm Phát triển Thực phẩm 1.
- Yoo Eui-tae vai lãnh đạo của bộ phận phát triển thực phẩm.[14]

#### Khác
- Lee Ki-young vai cha của Jin Young-seo, chủ tịch tập đoàn Marine.
- Seo Hye-won vai Jo Yoo-jung[15]

Giám đốc Tập đoàn Marine và là chị họ của Jin Young-seo.
- Lee Ki-hyuk vai Jung woo[16]

Hàng xóm của Jin Young-seo và là một nhà thiết kế đồ nội thất.

### Xuất hiện đặc biệt
- MeloMance vai chính họ (tập 3)[17]
- Tei vai chủ của xe bán hamburger (tập 6)[18]
- Kim Young-ah vai Jin Chae-rim (tập 8)[19]

Giám đốc Bảo tàng Nghệ thuật Marine, dì của Jin Young-seo và mẹ của Jo Yoo-jung.

## Sản xuất

### Casting
Vai nữ chính Shin Ha-ri đầu tiên được giao cho nữ diễn viên Jo Bo-ah. Ngày 16 tháng 3, 2021, Ahn Hyo-seop được mời đóng nam chính trong bộ phim. Ngày 10 tháng 6, 2021, anh xác nhận tham gia. Bên cạnh đó, Kim Se-jeong đã nhận được lời đề nghị đóng vai nữ chính vào ngày 5 tháng 5, 2021. Và ngày 2 tháng 8, cô đã xác nhận xuất hiện trong bộ phim này. Tiếp theo vào ngày 3 tháng 8, 2021, Kim Min-kyu và Seol In-ah cũng xác nhận tham gia vào bộ phim. Diễn viên Kim Kwang-kyu cũng được xác nhận đóng vai bố của Ha-ri và Ha-min.
Vào ngày 18 tháng 1, 2022, những bức ảnh về buổi đọc kịch bản đã được phát hành.

## Phát hành
Ban đầu, Hẹn hò chốn công sở dự kiến phát hành vào ngày 21 tháng 2, 2022. Tuy nhiên, lịch quay đã thay đổi do COVID-19 và ngày công chiếu bị hoãn lại một tuần đến ngày 28 tháng 2, 2022.
Một tập đặc biệt bao gồm các cảnh nổi bật trong sáu tập đầu tiên được phát sóng vào ngày 19 tháng 3 năm 2022, với phần bình luận của dàn diễn viên chính.

## Nhạc phim gốc

### Phần 1
| Phát hành vào 28 tháng 2, 2022 | Phát hành vào 28 tháng 2, 2022 | Phát hành vào 28 tháng 2, 2022 | Phát hành vào 28 tháng 2, 2022 | Phát hành vào 28 tháng 2, 2022 | Phát hành vào 28 tháng 2, 2022 |
| STT                            | Nhan đề                        | Phổ lời                        | Phổ nhạc                       | Nghệ sĩ                        | Thời lượng                     |
| ------------------------------ | ------------------------------ | ------------------------------ | ------------------------------ | ------------------------------ | ------------------------------ |
| 1.                             | "Sweet" (스윗해)               | Gadeul                         | Anne Maxx Song Wonjun          | Lee Mu-jin                     | 3:36                           |
| 2.                             | "Sweet" (스윗해; Inst.)        |                                | Anne Maxx Song Wonjun          |                                | 3:36                           |
| Tổng thời lượng:               | Tổng thời lượng:               | Tổng thời lượng:               | Tổng thời lượng:               | Tổng thời lượng:               | 7:12                           |

### Phần 2
| Phát hành vào 6 tháng 3, 2022 | Phát hành vào 6 tháng 3, 2022 | Phát hành vào 6 tháng 3, 2022 | Phát hành vào 6 tháng 3, 2022         | Phát hành vào 6 tháng 3, 2022 | Phát hành vào 6 tháng 3, 2022 |
| STT                           | Nhan đề                       | Phổ lời                       | Phổ nhạc                              | Nghệ sĩ                       | Thời lượng                    |
| ----------------------------- | ----------------------------- | ----------------------------- | ------------------------------------- | ----------------------------- | ----------------------------- |
| 1.                            | "You Are Mine"                | Gadeul                        | Aaron Kim Isaac Han Walter Pok D'tour | Victon                        | 3:27                          |
| 2.                            | "You Are Mine" (Inst.)        |                               | Aaron Kim Isaac Han Walter Pok D'tour |                               | 3:27                          |
| Tổng thời lượng:              | Tổng thời lượng:              | Tổng thời lượng:              | Tổng thời lượng:                      | Tổng thời lượng:              | 6:54                          |

### Phần 3
| Phát hành vào 8 tháng 3, 2022 | Phát hành vào 8 tháng 3, 2022 | Phát hành vào 8 tháng 3, 2022 | Phát hành vào 8 tháng 3, 2022           | Phát hành vào 8 tháng 3, 2022 | Phát hành vào 8 tháng 3, 2022 |
| STT                           | Nhan đề                       | Phổ lời                       | Phổ nhạc                                | Nghệ sĩ                       | Thời lượng                    |
| ----------------------------- | ----------------------------- | ----------------------------- | --------------------------------------- | ----------------------------- | ----------------------------- |
| 1.                            | "Sun Shower" (여우비)         | Ha Joon Park Se-joon          | Seo Jae-ha Kim Young-seong Park Se-joon | Movning                       | 4:16                          |
| 2.                            | "Sun Shower" (여우비; Inst.)  |                               | Seo Jae-ha Kim Young-seong Park Se-joon |                               | 4:16                          |
| Tổng thời lượng:              | Tổng thời lượng:              | Tổng thời lượng:              | Tổng thời lượng:                        | Tổng thời lượng:              | 8:32                          |

### Phần 4
| Phát hành vào 9 tháng 3, 2022 | Phát hành vào 9 tháng 3, 2022 | Phát hành vào 9 tháng 3, 2022 | Phát hành vào 9 tháng 3, 2022 | Phát hành vào 9 tháng 3, 2022 | Phát hành vào 9 tháng 3, 2022 |
| STT                           | Nhan đề                       | Phổ lời                       | Phổ nhạc                      | Nghệ sĩ                       | Thời lượng                    |
| ----------------------------- | ----------------------------- | ----------------------------- | ----------------------------- | ----------------------------- | ----------------------------- |
| 1.                            | "Melting"                     | Gadeul Zaydro                 | Zaydro                        | BamBam                        | 3:04                          |
| 2.                            | "Melting" (Inst.)             |                               | Zaydro                        |                               | 3:04                          |
| Tổng thời lượng:              | Tổng thời lượng:              | Tổng thời lượng:              | Tổng thời lượng:              | Tổng thời lượng:              | 6:08                          |

### Phần 5
| Phát hành vào 14 tháng 3, 2022 | Phát hành vào 14 tháng 3, 2022     | Phát hành vào 14 tháng 3, 2022 | Phát hành vào 14 tháng 3, 2022 | Phát hành vào 14 tháng 3, 2022 | Phát hành vào 14 tháng 3, 2022 |
| STT                            | Nhan đề                            | Phổ lời                        | Phổ nhạc                       | Nghệ sĩ                        | Thời lượng                     |
| ------------------------------ | ---------------------------------- | ------------------------------ | ------------------------------ | ------------------------------ | ------------------------------ |
| 1.                             | "Love, Maybe" (사랑인가 봐)        | Kim Min-seok                   | MeloMance                      | Secret Number                  | 3:05                           |
| 2.                             | "Love, Maybe" (사랑인가 봐; Inst.) |                                | MeloMance                      |                                | 3:05                           |
| Tổng thời lượng:               | Tổng thời lượng:                   | Tổng thời lượng:               | Tổng thời lượng:               | Tổng thời lượng:               | 6:10                           |

### Phần 6
| Phát hành vào 20 tháng 3, 2022 | Phát hành vào 20 tháng 3, 2022                | Phát hành vào 20 tháng 3, 2022 | Phát hành vào 20 tháng 3, 2022 | Phát hành vào 20 tháng 3, 2022          | Phát hành vào 20 tháng 3, 2022 |
| STT                            | Nhan đề                                       | Phổ lời                        | Phổ nhạc                       | Nghệ sĩ                                 | Thời lượng                     |
| ------------------------------ | --------------------------------------------- | ------------------------------ | ------------------------------ | --------------------------------------- | ------------------------------ |
| 1.                             | "Fall in Love" (사랑이 내 안에 들어와)        | Lee Da-hyun                    | Ranic Lee Da-hyun              | Jihan ( Weeekly ) Park So-eun (Weeekly) | 3:19                           |
| 2.                             | "Fall in Love" (사랑이 내 안에 들어와; Inst.) |                                | Ranic Lee Da-hyun              |                                         | 3:19                           |
| Tổng thời lượng:               | Tổng thời lượng:                              | Tổng thời lượng:               | Tổng thời lượng:               | Tổng thời lượng:                        | 6:38                           |

### Phần 7
| Phát hành vào 22 tháng 3, 2022 | Phát hành vào 22 tháng 3, 2022 | Phát hành vào 22 tháng 3, 2022 | Phát hành vào 22 tháng 3, 2022 | Phát hành vào 22 tháng 3, 2022 | Phát hành vào 22 tháng 3, 2022 |
| STT                            | Nhan đề                        | Phổ lời                        | Phổ nhạc                       | Nghệ sĩ                        | Thời lượng                     |
| ------------------------------ | ------------------------------ | ------------------------------ | ------------------------------ | ------------------------------ | ------------------------------ |
| 1.                             | "Closer"                       | Woo Ji-hoon                    | Woo Ji-hoon                    | Song Ha-yea                    | 3:58                           |
| 2.                             | "Closer" (Inst.)               |                                | Woo Ji-hoon                    |                                | 3:58                           |
| Tổng thời lượng:               | Tổng thời lượng:               | Tổng thời lượng:               | Tổng thời lượng:               | Tổng thời lượng:               | 7:56                           |

### Bài hát đặc biệt
| Phát hành vào 18 tháng 2, 2022 | Phát hành vào 18 tháng 2, 2022     | Phát hành vào 18 tháng 2, 2022 | Phát hành vào 18 tháng 2, 2022 | Phát hành vào 18 tháng 2, 2022 | Phát hành vào 18 tháng 2, 2022 |
| STT                            | Nhan đề                            | Phổ lời                        | Phổ nhạc                       | Nghệ sĩ                        | Thời lượng                     |
| ------------------------------ | ---------------------------------- | ------------------------------ | ------------------------------ | ------------------------------ | ------------------------------ |
| 1.                             | "Love, Maybe" (사랑인가 봐)        | Kim Min-seok                   | MeloMance                      | MeloMance                      | 3:05                           |
| 2.                             | "Love, Maybe" (사랑인가 봐; Inst.) |                                | MeloMance                      |                                | 3:05                           |
| Tổng thời lượng:               | Tổng thời lượng:                   | Tổng thời lượng:               | Tổng thời lượng:               | Tổng thời lượng:               | 6:10                           |

## Tỷ lệ người xem
| Mùa | Mùa | Số tập | Số tập | Số tập | Số tập | Số tập | Số tập | Số tập | Số tập | Số tập | Số tập | Số tập | Số tập | Trung bình |
| Mùa | Mùa | 1      | 2      | 3      | 4      | 5      | 6      | 7      | 8      | 9      | 10     | 11     | 12     | Trung bình |
| --- | --- | ------ | ------ | ------ | ------ | ------ | ------ | ------ | ------ | ------ | ------ | ------ | ------ | ---------- |
|     | 1   | 0.835  | 1.273  | 1.458  | 1.589  | 1.535  | 1.866  | 1.837  | 2.138  | 2.124  | 2.149  | 2.016  | 2.106  | 1.744      |

| Tập | Ngày phát sóng      | Tỷ lệ người xem trung bình | Tỷ lệ người xem trung bình | Tỷ lệ người xem trung bình |
| Tập | Ngày phát sóng      | AGB Nielsen                | AGB Nielsen                | TNmS                       |
| Tập | Ngày phát sóng      | Toàn quốc                  | Seoul                      | Toàn quốc                  |
| --- | ------------------- | -------------------------- | -------------------------- | -------------------------- |
| 1 | 28 tháng 2 năm 2022 | 4.9% (17th)                | 5.4% (15th)                | 4.9% (17th)                |
| 2 | 1 tháng 3 năm 2022  | 6.5% (12th)                | 7.2% (11th)                | 6.1% (14th)                |
| 3 | 7 tháng 3 năm 2022  | 8.1% (6th)                 | 8.2% (5th)                 | 5.9% (12th)                |
| 4 | 8 tháng 3 năm 2022  | 8.7% (4th)                 | 8.9%(4th)                  | 6.9% (9th)                 |
| 5 | 14 tháng 3 năm 2022 | 8.1% (6th)                 | 8.6% (4th)                 | 7.6% (10th)                |
| 6 | 15 tháng 3 năm 2022 | 10.1% (4th)                | 10.5% (3rd)                | 8.5% (7th)                 |
| 7 | 21 tháng 3 năm 2022 | 9.9% (4th)                 | 10.7% (4th)                | 9.1% (7th)                 |
| 8 | 22 tháng 3 năm 2022 | 10.8% (3rd)                | 11.6% (3rd)                | 9.2% (6th)                 |
| 9 | 28 tháng 3 năm 2022 | 11.6% (4th)                | 12.4% (4th)                | 8.7% (7th)                 |
| 10 | 29 tháng 3 năm 2022 | 11.6% (3rd)                | 12.1% (3rd)                | 9.8% (5th)                 |
| 11 | 4 tháng 4 năm 2022  | 10.6% (4th)                | 11.0% (4th)                | 9.2% (6th)                 |
| 12 | 5 tháng 4 năm 2022  | 11.4% (4th)                | 11.9% (3rd)                | 9.7% (5th)                 |
| Trung bình | Trung bình          | 9.36%                      | 9.88%                      | 7.97%                      |
| - Trong bảng trên đây, số màu xanh biểu thị cho tỷ lệ người xem thấp nhất và số màu đỏ biểu thị cho tỷ lệ người xem cao nhất. |                     |                            |                            |                            |